# Kalifornia zászlaja
Kalifornia zászlajának, a medvés zászlónak az alapja az a lobogó volt, amelyet 1846-ban vontak fel Sonomában, amikor amerikaiak egy csoportja kikiáltotta a független Kaliforniai Köztársaságot. A grizzly medve az erő szimbóluma.

## Története

### Korábbi zászlók
- Kalifornia első zászlaja, amelyen csak egy csillag szerepelt
- Az első medvezászló
- Az 1846-os Todd medvezászló
- 1909
- 1912
- 1911–1924
- 1924–1953

## Színek
Kalifornia zászlajának színei:
| Angol név     | Pantone | HTML    | RGB           |
| ------------- | ------- | ------- | ------------- |
| White         | Safe    | #FFFFFF | (255,255,255) |
| Old Glory Red | 200     | #9E1A36 | (158,26,54)   |
| Maple Sugar   | 729C    | #B08A61 | (176,138,97)  |
| Seal          | 462C    | #54472E | (84,71,46)    |
| Irish Green   | 348     | #368547 | (54,133,71)   |

- A seal színt használják a medve árnyékolására, a füvön lévő tizenkét folt színezésére, a „rét” szélénél, valamint a CALIFORNIA REPUBLIC feliratnál.
- Old Glory red-et használnak a csillag, a medve nyelvének és az alsó csík színezésére.
- A fű színe Irish Green.
- A medve karmait fehérrel hangsúlyozzák. A bal első és hátsó mancsain négy, a jobb hátsón három „kiemelés” látható. (A jobb első mancson nincsen.)

## Fordítás
- Ez a szócikk részben vagy egészben  a   Flag of California című angol Wikipédia-szócikk fordításán alapul.  Az eredeti cikk szerkesztőit annak laptörténete sorolja fel. Ez a jelzés csupán a megfogalmazás eredetét és a szerzői jogokat jelzi, nem szolgál a cikkben szereplő információk forrásmegjelöléseként.